# اکولونا (میسیسیپی)
اکولونا (به انگلیسی: Okolona) شهری در ایالت میسیسیپی کشور ایالات متحده آمریکا است که جمعیت آن در سرشماری سال ۲۰۱۰ میلادی، ۲٬۶۹۲
نفر بوده‌است.